# Jay Hardway
Jobke Pieter Hendrik Heiblom, in arte Jay Hardway (Drunen, 27 aprile 1991), è un disc jockey, musicista e produttore discografico olandese.
Per cinque anni è comparso nella classifica Top100Djs pubblicata dalla rivista Dj Magazine con il piazzamento più alto al n°64 nel 2018.

## Biografia
Nel 2012 produce il singolo Registration Code con il suo amico Martin Garrix, pubblicato sulla propria pagina Soundcloud. L'anno seguente la coppia produce Error 404 e Wizard, il primo pubblicato tramite Doorn Record (etichetta discografica di Sander van Doorn), mentre il secondo tramite Spinnin Records. Nel 2014 pubblica il suo primo singolo in solitario, ovvero Bootcamp, seguito poi da Freedom in collaborazione con Mike Hawkins. 
Tra il 2015 ed il 2016 realizza numerose collaborazioni, come con i Bassjackers (per El Mariachi e Dinosaur), coi DVBBS (per Voodoo), coi Firebeatz (per Home) e, nuovamente, con l’amico Martin Garrix (per Spotless). 
Dopo aver prodotto numerosi singoli, tra i quali Electric Elephants, Coffee Please, Stardust e Golden Pineapple, Jay Hardway realizza una collaborazione con Mesto per la canzone Save Me ed una volta duo The Him per Jigsaw.
L’8 febbraio 2019, tramite Spinnin' Records, pubblica il singolo Aliens.

### Top 100 DJ Magazine
Classifica annuale stilata dalla prestigiosa rivista DJ Magazine:
- 2015: #136[2]
- 2016: #89
- 2017: #68
- 2018: #64
- 2019: #147[3]
- 2020: –
- 2021: #137

## Discografia

### Singoli
- 2012: Registration Code (con Martin Garrix)
- 2013: Error 404 (con Martin Garrix)
- 2013: Wizard (con Martin Garrix)
- 2014: Bootcamp
- 2014: Freedom (con Mike Hawkins)
- 2015: Voodoo (con DVBBS)
- 2015: Wake Up
- 2015: Electric Elephants
- 2015: Home (con Firebeatz)
- 2016: Stardust
- 2016: El Mariachi (con Bassjackers)
- 2016: Dinosaur (con Bassjackers)
- 2016: Somnia
- 2016: Spotless (con Martin Garrix)
- 2016: Amsterdam
- 2017: Scio
- 2017: Golden Pineapple
- 2017: Need It
- 2017: Thanks a Millions
- 2017: Wired (con MOTi feat. Babet)
- 2018: Coffee Please
- 2018: Jigsaw (con The Him)
- 2018: Save Me (con Mesto)
- 2018: Solid
- 2018: Let Me Tell You Something
- 2018: EDM Bubble (con Mike Cervello)
- 2018: Paradigm
- 2019: Aliens
- 2019: Exhale
- 2019: Lost
- 2019: Vocal Chops
- 2019: Counting Sheep
- 2020: Operation Unicorn
- 2020: Rollercoaster
- 2020: Vibes
- 2020: Run Baby Run (con Tom & Jame, Jguar)
- 2020: Put Em High (con Robert Falcon feat. Therese)
- 2020: It's Over (feat. Juliette Claire & Aidan O' Brien)
- 2020: Kingdoms (con Tungevaag)

### Remix
- 2020: Codeko – Bad At Being Alone (Jay Hardway Remix)